# Oruza glaucotorna
Oruza glaucotorna är en fjärilsart som beskrevs av George Francis Hampson 1910. Oruza glaucotorna ingår i släktet Oruza och familjen nattflyn. Inga underarter finns listade i Catalogue of Life.